# Dòng gen

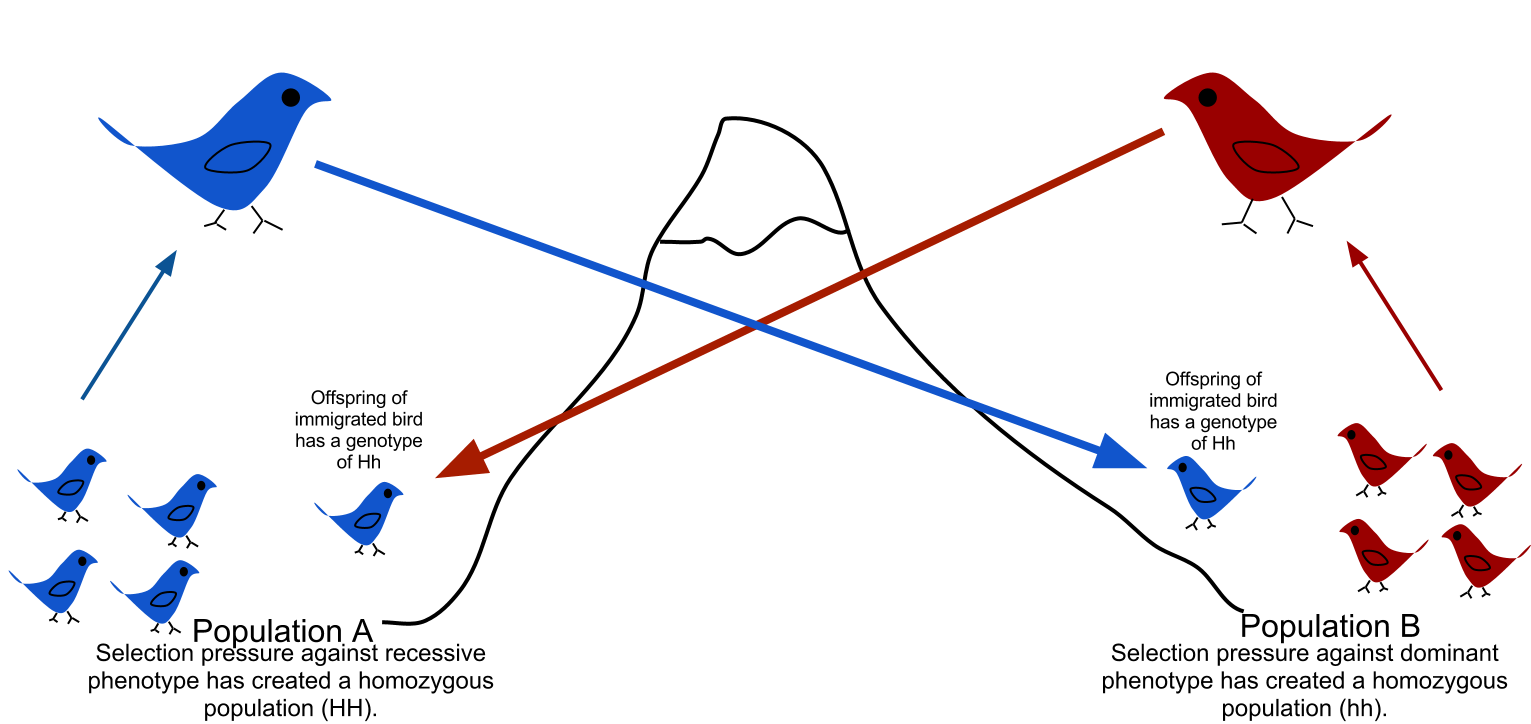
Hình 1: Phát tán cá thể thông qua di cư hoặc nhập cư là hiện tượng dòng gen thường gặp.

Dòng gen là sự di chuyển cá thể hoặc giao tử từ quần thể này sang quần thể khác cùng loài, kèm theo vật liệu di truyền (thường là gen) mà nó mang theo. Xét về kết quả của cấu trúc di truyền ở quần thể, thì dòng gen là sự biến đổi tần số alen do sự di chuyển của giao tử, cá thể hoặc nhóm cá thể (Slatkin, 1987).

## Ví dụ
- Hình 1 mô tả sự di cư của một vài cá thể chim ở đàn bên này núi (màu xanh) sang đàn chim cùng loài bên kia núi (màu nâu), hoặc ngược lại: từ đàn bên kia núi sang đàn bên này núi. Sau di cư như vậy, các cá thể di cư có thể làm thay đổi tần số alen của đàn (quần thể) mà chúng rời bỏ, đồng thời mang có thể alen mới vào quần thể thu nhận nó mà trước đó chưa có, rồi có thể giao phối với các cá thể vốn có, từ đó hoà bộ gen của nó vào vốn gen quần thể mà nó nhập cư, từ đó làm thay đổi tần số alen chung hoặc có thể dẫn đến tạo ra tổ hợp alen mới.

Hình 2: Hạt bồ công anh phát tán nhờ gió, dễ tạo ra dòng gen thực vật.

- Hình 2 là ảnh chụp hạt của một loài thực vật chi Địa đinh, thích nghi với phát tán nhờ gió: hạt rất nhỏ và nhẹ, lại có nhiều lông mịn giúp chúng rất dễ bị gió cuốn rời xa quần thể ban đầu, phát tán khắp nơi, có thể tạo nên "dòng gen" chuyển đến quần thể mới, hoặc có thể sáng lập ra quần thể mới ở khu vực khác.

Trong hai ví dụ trên, dòng gen chính là phát tán: phát tán cá thể (di cư, nhập cư), phát tán giao tử (hạt phấn) hoặc bào tử.

## Nội hàm
Khái niệm "dòng gen" dịch từ tiếng Anh "gene flow" là thuật ngữ trong thuyết tiến hoá hiện đại và trong di truyền học quần thể dùng để chỉ:
- Sự di cư hoặc nhập cư của một số cá thể hoặc cả một quần thể sinh vật từ nơi này sang quần thể cùng loài ở nơi khác hoặc ngược lại.[4] Ở động vật, dòng gen ít nhiều có tính chất chủ động (do động vật tự thực hiện) nên thường gọi là di - nhập gen. Nhưng các thực vật thì không tự di chuyển được, nên dòng gen mang tính chất bị động, thông thường gọi là phát tán.
- Sự phát tán bị động các cơ quan hoặc bộ phận sinh sản của thực vật, hoặc một số loài động vật ít di chuyển. Ví dụ:
  - Hạt phấn ngô bị gió cuốn từ cánh đồng ngô này sang cánh đồng ngô khác, từ đó có thể gây ra giao phấn ngẫu nhiên.
  - Quả của một loài cây bị gió cuốn (như quả chò), quả bị dòng nước chảy đưa đi xa (như quả dừa), quả được động vật mang hộ (như hạt cà phê chồn, phấn hoa do ong và bướm hút mật), v.v đều có thể dẫn đến dòng gen.[5]
  - Các động vật ít di chuyển (như trai, ốc,...) cũng có thể chịu tác động của phát tán, chẳng hạn ấu trùng của một số động vật thân mềm ở biển đã được chứng minh rằng tạo ra dòng gen bị động theo dòng hải lưu xích đạo chảy từ bờ biển châu Phi cuốn đến biển Caribê, giúp chúng có độ đa dạng di truyền cao. Mặc dù thuật ngữ "dòng gen" không đồng nghĩa với thuật ngữ "phát tán", nhưng chắc chắn là phát tán tạo cơ hội cho dòng gen, đồng thời dòng gen có thể xảy ra khi phát tán.[6]

Quá trình di chuyển của vật liệu di truyền như vậy thường được thực hiện qua di cư hoặc nhập cư, nên dòng gen còn gọi là di cư gen (gene migration), hoặc dòng alen (allele flow).

## Ý nghĩa
Dòng gen là một cơ chế quan trọng để thay đổi độ đa dạng di truyền của quần thể. Điều này dẫn đến hai kết quả trái ngược.
- Nếu dòng gen của quần thể bị hạn chế, dòng gen bị cản trở bởi "hàng rào" (xem mục dưới đây), thì quần thể thường có sự gia tăng mức cận huyết (F) trong quần thể, từ đó quần thể có thể rơi vào trạng thái xuất hiện nhiều cá thể mang kiểu hình có hại vì thoái hoá giống. Ví dụ như một số quần thể chuột túi Petrogale lateralis (Black Footed Rock Wallaby) ở châu Úc chỉ sống ở các hòn đảo ngoài khơi, bị cô lập gần như tuyệt đối, nên hệ số cận huyết rất cao.
- Ngược lại, nếu trong cùng loài, dòng gen xảy ra nhiều thì độ đa dạng di truyền tăng và hệ số cận huyết thấp.

## Ngăn cản dòng gen

### Cách li địa lý

Hình 3: Bốn kiểu "hàng rào" có thể dẫn đến hình thành loài mới.Allopatric: khác khu - do cách li địa lí).
Peripatric: ly tâm.
Parapatric: tiến hoá phân li.
Sympatric: đồng tâm - loài mới hình thành trong lòng loài tổ tiên còn sống sót và cả hai tiếp tục tồn tại cùng khu vực địa lý.

Dòng gen thường bị ngăn cản bởi các "hàng rào" địa lý hoặc vật lý tự nhiên hay nhân tạo. Các "hàng rào" loại này có thể là các dãy núi, đại dương hoặc sa mạc rộng, hoặc như Vạn Lý Trường Thành của Trung Quốc đã cản trở dòng gen của nhiều quần thể thực vật và cả động vật địa phương. Ở khu vực Vạn Lý Trường Thành, một trong những loài thực vật địa phương này đã được nghiên cứu là Ulmus pumila, chứng tỏ độ đa dạng di truyền thấp hơn hẳn so với các loài Vitex negundo, Ziziphus jujuba, Heteropappus hispidus và Prunus armeniaca phân bố ở vùng đối diện Vạn Lý Trường Thành. Đó là do Ulmus pumila đã giao phấn nhờ gió là chủ yếu, chỉ ở khu vực bên này của Vạn Lý Trường Thành, còn các loài thực vật kia giao phấn nhờ côn trùng.

### Cách li mùa vụ
Ngoài "hàng rào" địa lý, dòng gen còn bị ngăn cản bởi sai khác về mùa vụ sinh sản, ngay cả khi các sinh vật sống cùng một khu vực địa lý. Chẳng hạn như hai loài cọ Howea (họ Cau) cùng sống trên đảo Lord Howe đều rất giống nhau, nhưng vốn gen lại tách biệt nhau do mỗi loài có thời gian ra hoa rất khác nhau, do đó không thể có dòng gen tự nhiên giữa hai loài này.

### Các rào cản khác
- Các sinh vật có thể sống trong cùng một khu vực địa lý, có trùng nhau về mùa vụ sinh sản, nhưng lại khác nhau về môi trường, thì có thể không có dòng gen.
- Trong quần thể người, sự phân biệt về đẳng cấp, sắc tộc, phong tục, tôn giáo, kinh tế - tài chính,... dẫn đến kết hôn không thể tự do hoàn toàn, từ đó cũng ngăn cản dòng gen. Tập quán kết hôn đồng tộc dễ dẫn đến giao phối gần, làm tăng hệ số cận huyết.

Các "hàng rào" nói trên ngăn cản giao phối tự do giữa các quần thể cùng loài, do đó có thể làm tăng hệ số cận huyết dẫn đến hậu quả có hại cho loài; nhưng đồng thời lại góp phần bảo tồn vốn gen của mỗi quần thể, từ đó tạo điều kiện phân hoá các quần thể cùng loài về mặt di truyền, tạo điều kiện cho quần thể phát sinh ra loài mới - có lợi cho tiến hoá thích nghi của sinh giới (hình 3).